# 洋溪街道
洋溪街道是浙江省建德市下辖的一个街道。处于建德市的地理中心，东北毗邻下涯镇，南连新安江街道、更楼街道，西邻淳安县千岛湖镇，北与莲花镇相连。全街道总面积76.62平方公里，总人口1.7万人。耕地面积224公顷。
街道办事处原驻洋溪社区，驻地于2014年1月迁至朱池村，距建德市政府驻地7.4千米。

## 历史沿革
洋溪街道得名自原驻地洋溪。洋溪曾经是建德县新安江北岸重要码头，较早成为建德西乡的自然市镇。
宋淳熙年间《严州图经》中，洋溪街道的现域当时为建德县慈顺乡、建德乡属地；明万历六年，该地为建德县建德乡十二都、十三都属地；清雍正六年为建德县西塘庄、山边庄属地，光绪八年仍为建德县西塘庄、山边庄属地。民国初，为建德县西乡光华区属地。
民国21年（1932年），“洋溪”作为行政区划专名才出现。民国24年（1935年）乡镇行政区划整顿完成后，该地为洋溪镇及西塘乡、太平乡属地。
1949年前后，该地域属建德县洋溪乡。1950年秋冬之际划建小乡后，为洋溪、江南、洪坑3个乡属地。1956年4月，为洋溪乡。1958年底，属洋溪公社，1960年2月属新安江公社。1961年7月成立洋溪公社，1983年11月建立洋溪乡政府，1985年5月22日洋溪乡撤销，为洋溪镇。1992年4月，洋溪镇撤销，并入新安江镇，为其城东片。2001年10月，新安江镇撤销，以原北部的13个行政村、2个居民区设洋溪街道，改由建德市政府直辖，作为建德市政府派出机构，办事处驻复兴街，即原洋溪镇驻址。
境内有汉朱买臣墓，明万历十年（1582年）由当时建德知县俞汝重修。墓碑“汉右相朱公讳买臣之墓”刻于明嘉靖年间（1522-1566年）。

## 行政区划
现辖：
洋溪社区、城东第二社区、朱池村、团结村、城东村、友谊村和洋安村。

## 地理
洋溪街道辖区陆地72.29平方千米，其中耕地426.67公顷、林地5988.73公顷，水域346公顷。全境地势总体上西北高东南低。西部多山峰，与新安江街道的界山黄岩尖海拔745.9米，是洋溪街道的最高点。年平均气温16.9℃，年平均降水1480毫米。森林覆盖率为76.7％。
新安江由西向东流过洋溪街道境域。

## 经济
洋溪街道农业仍以传统农业结构为主，逐渐转向畜牧业。2011年，畜牧业产值2998万元，占当年农业总产值5500万元的54.5％。
洋溪街道东部有建德市科技工业园。

## 交通
有洋安大桥、洋溪大桥等。境内公路有杭新景高速及其千岛湖支线、 320国道等过境。

## 著名人物
- 朱买臣